# Genidens
Genidens es un género de peces marinos de la familia Ariidae en el orden Siluriformes. Popularmente son conocidos como bagres de mar, siendo muy buscados tanto por los pescadores comerciales como por los deportivos. Se distribuye en aguas marinas costeras del centro-este de América del Sur sobre el Atlántico, en el este del Brasil, Uruguay y el este de la Argentina, penetrando en las aguas dulces de ríos pertenecientes a la cuenca del Plata. La mayor especie (Genidens barbus) alcanza una longitud total de 120 cm. Está integrado por 4 especies vivientes y una quinta sólo conocida del registro fósil.

## Especies
Este género se subdivide en 5 especies, 4 de ellas vivientes y una fósil:
- Genidens barbus (Lacépède, 1803)
- Genidens genidens (G. Cuvier, 1829)
- Genidens machadoi (A. Miranda-Ribeiro, 1918)
- Genidens planifrons (Higuchi, E. G. Reis & F. G. Araújo, 1982)
- Genidens ancestralis Bogan & Agnolin, 2011[3]

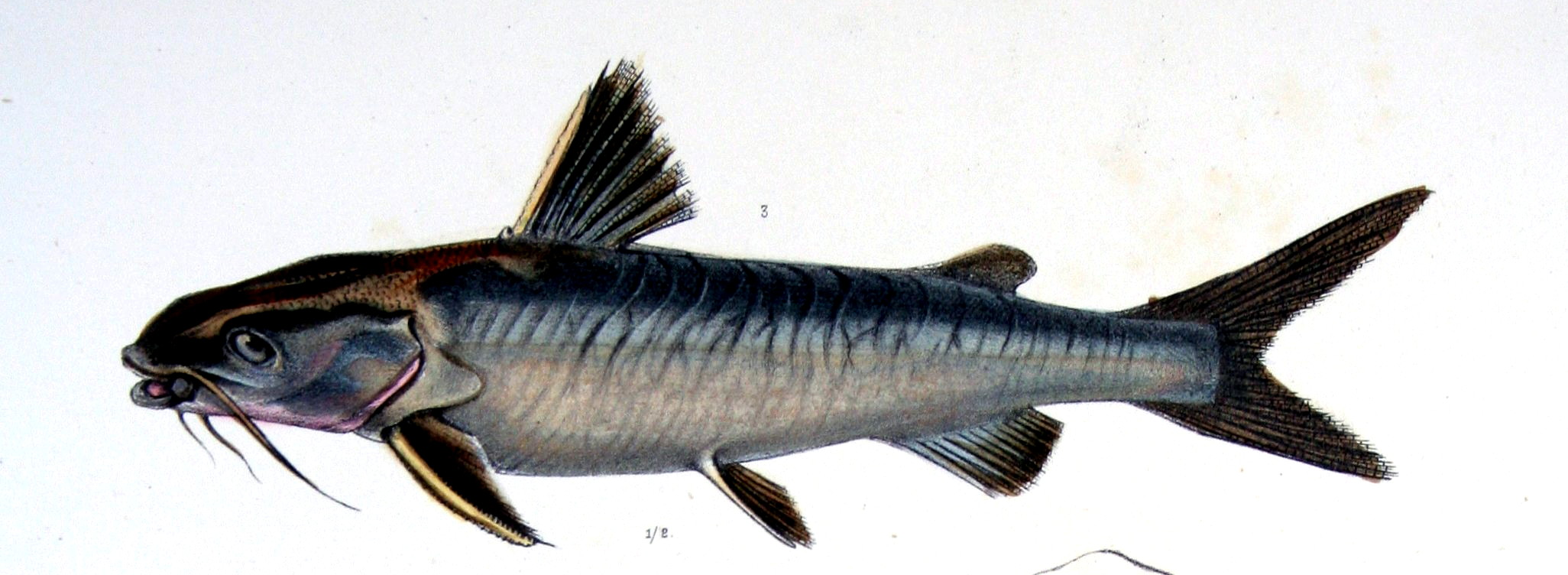
Bagre de mar (Genidens barbus).